# Escalona del Prado
Escalona del Prado è un comune spagnolo di 570 abitanti situato nella comunità autonoma di Castiglia e León.